# William Brydon
William Brydon CB (ur. 10 października 1811 w Londynie, zm. 20 marca 1873) – brytyjski wojskowy lekarz, asystent chirurga Brytyjskiej Kompanii Wschodnioindyjskiej, jedyny z 16-tysięcznej Armii Indusu, który dotarł do Dżalalabadu po odwrocie Brytyjczyków z Kabulu w styczniu 1842.
Urodził się w Londynie, ale z pochodzenia był Szkotem. Studiował medycynę na University College London oraz na Uniwersytecie Edynburskim. Następnie rozpoczął pracę w Kompanii Wschodnioindyjskiej, gdzie doszedł do stanowiska asystenta chirurga. Kiedy w 1839 Armia Indusu wyruszała do Afganistanu, Brydon został jej głównym lekarzem.
Brydon opuścił Kabul 6 stycznia 1842 z resztą Armii Indusu (4 500 żołnierzy) i towarzyszącymi jej cywilami (12 000 ludzi). Każdego dnia z szeregów brytyjskich ubywały setki ludzi, którzy zamarzli, zmarli z głodu lub zostali zabici przez Afgańczyków. Wyżsi oficerowie oraz ich żony zostali afgańskimi zakładnikami. Brydon był jednym z piętnastu jeźdźców, którzy w nocy z 12 na 13 stycznia przedarli się przez przełęcz niedaleko wioski Jugdulluk. 25 kilometrów od Dżalalabadu zatrzymali się u Afgańczyków, którzy zdradzili ich miejsce pobytu powstańcom.
Afgańczycy zaatakowali Brytyjczyków i zabili 10 ludzi. Brydon był jednym z tych, którym udało się uciec. Jako jedyny z nich przeżył. Pozostałych czterech dopadli Afgańczycy i zabili ich. Ranny Brydon odniósł tego dnia kolejną ranę, ponadto postrzelono jego konia. Trzykrotnie obronił się jednak przed atakami Afgańczyków i po południu 13 stycznia, jako jedyny Europejczyk z armii, dotarł do Dżalalabadu, przynosząc wieści o zagładzie Armii Indusu.
W 1857 Brydon był lekarzem pułkowym w Lucknow podczas powstania sipajów. Przeżył oblężenie Lucknow od czerwca do listopada 1857, mimo iż w jego trakcie został ranny. Zmarł w 1873.